# Dalquestia rugosa
Dalquestia rugosa is een hooiwagen uit de familie Globipedidae.